# Vriesea flava
Vriesea flava är en gräsväxtart som beskrevs av And.Costa, H.Luther och Maria das Graças Lapa Wanderley. Vriesea flava ingår i släktet Vriesea och familjen Bromeliaceae. Inga underarter finns listade i Catalogue of Life.